# Balance (band)
Balance was een hardrock- en AOR-band uit het begin van de jaren tachtig uit New York. De band bestond uit frontman Peppy Castro (uit de Blues Magoos), gitarist Bob Kulick, toetsenist Doug Katsaros, drummer Chuck Burgi en bassist Dennis Feldman.
De meest noemenswaardige uitgave van de band was Breaking Away van hun gelijknamige debuutalbum uit 1981. De single bereikte de 22e plaats in de Billboard Hot 100 singles chart. Hun tweede single Falling in Love bereikte de 58e positie.